# Metzgeria monoica
Metzgeria monoica là một loài Rêu trong họ Metzgeriaceae. Loài này được Kuwah. & J.J. Engel mô tả khoa học đầu tiên năm 1980.